# Abdülkerim
Abdülkerim ist ein türkischer männlicher Vorname arabischer Herkunft, gebildet aus den Elementen Abd und einem der 99 Gottesnamen. Abdülkerim bedeutet „Knecht des Ehrenvollen“. Eine weitere Form des Namens ist Abdulkerim.

## Namensträger

### Osmanische Zeit
- Abdülkerim Nadir Pascha (1807–1883), osmanischer Marschall
- Abdülkerim Pascha († 1923), osmanischer General

### Vorname
- Abdülkerim Bardakcı (* 1994), türkischer Fußballspieler
- Abdülkerim Durmaz (* 1960), türkischer Fußballspieler und -trainer